# KD Hopsi Polzela
O Košarkarsko Društvo Hopsi Polzela, também conhecido como KD Hopsi Polzela , é um clube profissional de basquetebol sediado na cidade de Polzela, Eslovênia que atualmente disputa a Liga Eslovena. Foi fundado em 1972 e manda seus jogos no Ginásio Municipal de Polzela que possui capacidade de 1.800 espectadores.

## Premiações
- Liga Eslovena
  - Finalista (3): 1995, 1997, 1998
- Copa da Eslovênia
  - Campeões (1): 1996
  - Finalistas (2): 1994, 1997
- Segunda Divisão
  - Campeões (1): 2007
  - Finalista (1): 2006

## Jogadores Notáveis
- Beno Udrih
- Samo Udrih
- Goran Jagodnik
- Matjaž Cizej
- Dejan Hohler
- Veljko Petranović
- Jasmin Perković
- Elvir Ovčina
- Shawn King